# Diocese de Brechin
A Diocese de Brechin (em latim: Dioecesis Brechinensis), também conhecida como Diocese de Angus, foi uma das treze dioceses pré-Reforma da Escócia.
É uma sé suprimida da Igreja Católica Romana.

## História

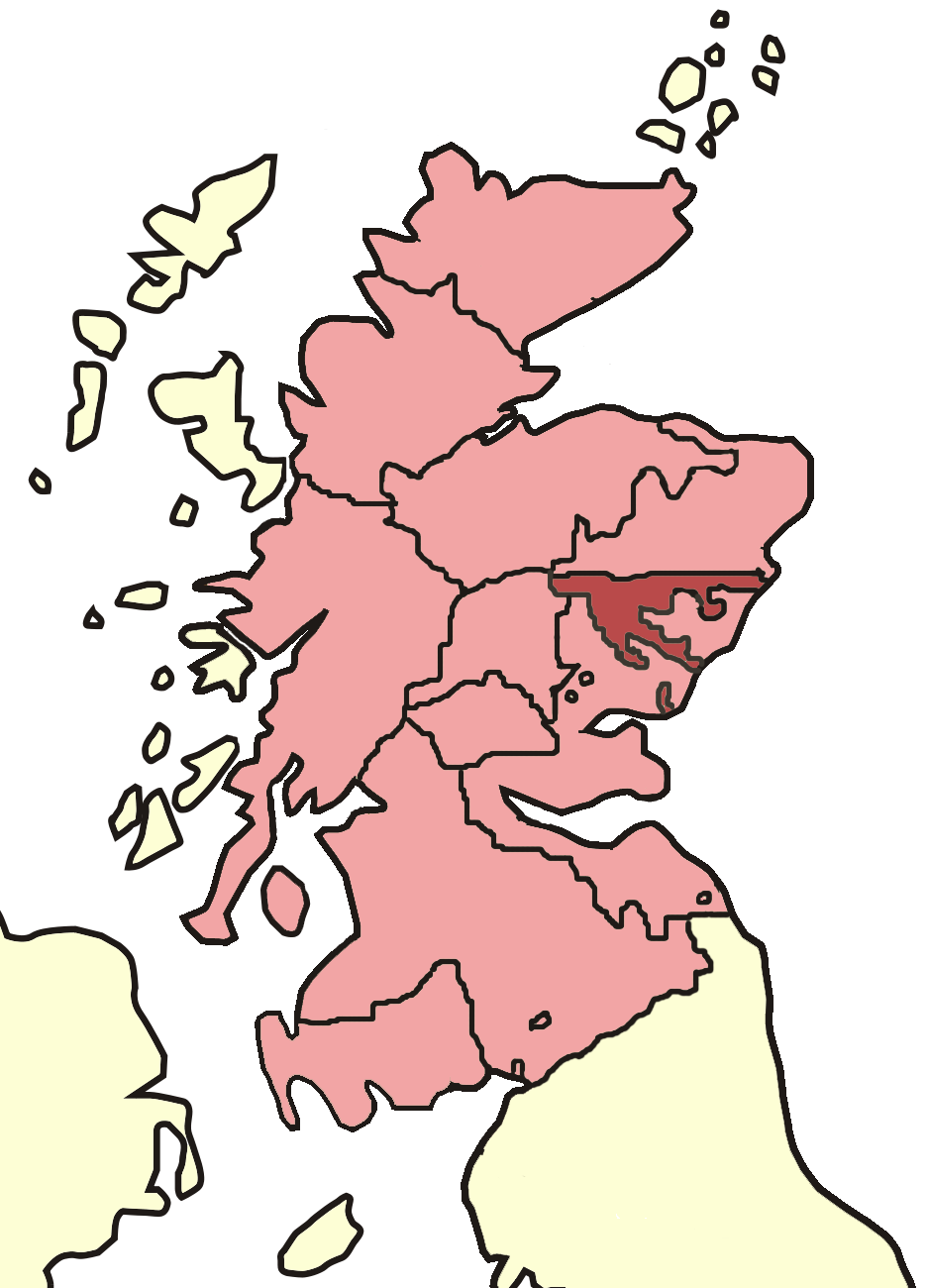
Mapa de Skene dos bispados escoceses no reinado de David I (1124 a 1153).

As origens da diocese são incertas. Acredita-se que foi fundada pelo bispo Sansão em 1153 com sé na cidade de Brechin, Angus, onde a Igreja da Santíssima Trindade servia de catedral.
Na Reforma, a catedral, as igrejas e a jurisdição da diocese foram transferidas para a Igreja da Escócia, e sua linha de episcopado foi continuada sem interrupções pela Igreja Episcopal Escocesa, que se separou da Igreja da Escócia em 1690.
A diocese foi liderada pelo bispo anglicano de Brechin, único sucessor do antigo bispo católico de Brechin.
O último bispo católico foi John Sinclair, falecido em 1566. Ele foi sucedido por Alexander Campbell, primeiro bispo da Igreja Episcopal Escocesa.